# Betasyrphus bazini
Betasyrphus bazini är en tvåvingeart som först beskrevs av Enrico Adelelmo Brunetti 1925.  Betasyrphus bazini ingår i släktet Betasyrphus och familjen blomflugor. Inga underarter finns listade i Catalogue of Life.